# Плавання на літніх Олімпійських іграх 1980
Змагання з плавання на літніх Олімпійських іграх 1980 року проходили в басейні спортивного комплексу «Олімпійський» з 20 по 27 липня. До програми входило 26 дисциплін: 13 для чоловіків, 13 для жінок. У змаганнях взяли участь 333 спортсмени з 41 країни. 

## Медальний залік
| Місце | Країна          | Золото | Срібло | Бронза | Загалом |
| ----- | --------------- | ------ | ------ | ------ | ------- |
| 1     | НДР             | 12     | 10     | 8      | 30      |
| 2     | СРСР            | 8      | 9      | 5      | 22      |
| 3     | Австралія       | 2      | 0      | 5      | 7       |
| 4     | Швеція          | 2      | 3      | 0      | 5       |
| 5     | Велика Британія | 1      | 3      | 1      | 5       |
| 6     | Угорщина        | 1      | 2      | 1      | 4       |
| 7     | Бразилія        | 0      | 0      | 1      | 1       |
| 7     | Данія           | 0      | 0      | 1      | 1       |
| 7     | Нідерланди      | 0      | 0      | 1      | 1       |
| 7     | Польща          | 0      | 0      | 1      | 1       |
| 7     | Іспанія         | 0      | 0      | 1      | 1       |

## Переможці та призери

### Чоловіки
| Дисципліна                         | Золото                                                                              | Золото        | Срібло                                                              | Срібло   | Бронза                                                            | Бронза   |
| 100 м вільним стилем               | НДР Єрґ Войте                                                                       | 50.40         | Швеція Пер Гольмерц                                                 | 50.91    | Швеція Пер Юханссон                                               | 51.29    |
| 200 м вільни стилем                | СРСР Сергій Копляков                                                                | 1:49.81 (ОР)  | СРСР Андрій Крилов                                                  | 1:50.76  | Австралія Ґрем Брюер                                              | 1:51.60  |
| 400 м вільним стилем               | СРСР Володимир Сальніков                                                            | 3:51.31 (ОР)  | СРСР Андрій Крилов                                                  | 3:53.24  | СРСР Івар Стуколкін                                               | 3:53.95  |
| 1500 м вільним стилем              | СРСР Володимир Сальніков                                                            | 14:58.27 (СР) | СРСР Олександр Чаєв                                                 | 15:14.30 | Австралія Макс Метцкер                                            | 15:14.49 |
| 100 м на спині                     | Швеція Бенґт Барон                                                                  | 56.53         | СРСР Віктор Кузнєцов                                                | 56.99    | СРСР Володимир Долгов                                             | 57.63    |
| 200 м на спині                     | Угорщина Владар Шандор                                                              | 2:01.93       | Угорщина Веррасто Золтан                                            | 2:02.40  | Австралія Марк Керрі                                              | 2:03.14  |
| 100 м брасом                       | Велика Британія Данкан Ґудх'ю                                                       | 1:03.34       | СРСР Арсенс Міскаровс                                               | 1:03.82  | Австралія Пітер Еванс                                             | 1:03.96  |
| 200 м брасом                       | СРСР Робертас Жулпа                                                                 | 2:15.85       | Угорщина Вермеш Альбан                                              | 2:16.93  | СРСР Арсенс Міскаровс                                             | 2:17.28  |
| 100 м батерфляєм                   | Швеція Пер Арвідссон                                                                | 54.92         | НДР Роґер Піттель                                                   | 54.94    | Іспанія Давид Лопес-Суберо                                        | 55.13    |
| 200 м батерфляєм                   | СРСР Сергій Фесенко                                                                 | 1:59.76       | Велика Британія Філ Габбл                                           | 2:01.20  | НДР Роґер Піттель                                                 | 2:01.39  |
| Комплексне плавання, 400 м         | СРСР Олександр Сидоренко                                                            | 4:22.89 (ОР)  | СРСР Сергій Фесенко                                                 | 4:23.43  | Угорщина Веррасто Золтан                                          | 4:24.24  |
| Естафета 4 x 200 м вільним стилем  | СРСР Сергій Копляков Володимир Сальніков Івар Стуколкін Андрій Крилов Сергій Русін* | 7:23.50       | НДР Франк Пфютце Єрґ Войте Детлев Ґрабс Райнер Штробах              | 7:28.60  | Бразилія Жорже Фернандес Маркус Маттіолі Сиро Маркес Джан Мадруґа | 7:29.30  |
| Комплексна естафета 4 x 100 метрів | Австралія Марк Керрі Пітер Еванс Марк Тонеллі Ніл Брукс                             | 3:45.70       | СРСР Віктор Кузнєцов Арсенс Міскаровс Євген Середін Сергій Копляков | 3:45.92  | Велика Британія Ґері Абрагам Данкан Ґудх'ю Девід Лоу Мартін Сміт  | 3:47.71  |

### Жінки
| Дисципліна                     | Золото                                                     | Золото       | Срібло                                                                   | Срібло  | Бронза | Бронза  |
| 100 м вільним стилем           | НДР Барбара Краузе                                         | 54.79 (СР)   | НДР Карен Мещук                                                          | 55.16   | НДР Інес Дірс                                                                                                | 55.65   |
| 200 м вільним стилем           | НДР Барбара Краузе                                         | 1:58.33 (ОР) | НДР Інес Дірс                                                            | 1:59.64 | НДР Кармела Шмідт                                                                                            | 2:01.44 |
| 400 м вільним стилем           | НДР Інес Дірс                                              | 4:08.76 (ОР) | НДР Петра Шнайдер                                                        | 4:09.16 | НДР Кармела Шмідт                                                                                            | 4:10.86 |
| 800 м вільним стилем           | Австралія Мішель Форд                                      | 8:28.90 (ОР) | НДР Інес Дірс                                                            | 8:32.55 | НДР Гайке Дене                                                                                               | 8:33.48 |
| 100 м на спині                 | НДР Ріка Райніш                                            | 1:00.86 (СР) | НДР Іна Клебер                                                           | 1:02.07 | НДР Петра Рідель                                                                                             | 1:02.64 |
| 200 м на спині                 | НДР Ріка Райніш                                            | 2:11.77 (СР) | НДР Корнелія Політ                                                       | 2:13.75 | НДР Бірґіт Трайбер                                                                                           | 2:14.14 |
| 100 м брасом                   | НДР Уте Ґевеніґер                                          | 1:10.22      | СРСР Ельвіра Василькова                                                  | 1:10.41 | Данія Сюзанне Нільссон                                                                                       | 1:11.16 |
| 200 м брасом                   | СРСР Ліна Качюшите                                         | 2:29.54 (ОР) | СРСР Світлана Варганова                                                  | 2:29.61 | СРСР Юлія Богданова                                                                                          | 2:32.39 |
| 100 м батерфляєм               | НДР Карен Мещук                                            | 1:00.42      | НДР Андрея Поллак                                                        | 1:00.90 | НДР Крістіане Кнаке                                                                                          | 1:01.44 |
| 200 м батерфляєм               | НДР Інес Ґайслер                                           | 2:10.44 (ОР) | НДР Сибілле Шенрок                                                       | 2:10.45 | Австралія Мішель Форд                                                                                        | 2:11.66 |
| Комплексне плавання на 400 м   | НДР Петра Шнайдер                                          | 4:36.29 (СР) | Велика Британія Шеррон Девіс                                             | 4:46.83 | Польща Агнешка Чопек                                                                                         | 4:48.17 |
| Естафета 4 х 100 м             | НДР Барбара Краузе Карен Мещук Інес Дірс Заріна Гюльзенбек | 3:42.71 (СР) | Швеція Каріна Люнґдаль Тіна Ґустафссон Аґнета Мортенссон Аґнета Ерікссон | 3:48.93 | Нідерланди Конні ван Бентум Вільма ван Вельсен Реґґі де Йонґ Аннеліс Мас                                     | 3:49.51 |
| Комбінована естафета 4 х 100 м | НДР Ріка Райніш Уте Ґевеніґер Андрея Поллак Карен Мещук    | 4:06.67 (СР) | Велика Британія Гелен Джеймсон Маргарет Келлі Енн Осджербі Джун Крофт    | 4:12.24 | СРСР Олена Круглова Ельвіра Василькова Алла Грищенкова Наталія Струннікова Ольга Клевакіна* Ірина Аксьонова* | 4:13.61 |